# Orophea leytensis
Orophea leytensis är en kirimojaväxtart som beskrevs av Elmer Drew Merrill. Orophea leytensis ingår i släktet Orophea och familjen kirimojaväxter. Inga underarter finns listade i Catalogue of Life.